# John Howard, Công tước thứ 1 xứ Norfolk
John Howard, Công tước thứ 1 xứ Norfolk, Hiệp sĩ thuộc Huân chương Garter, Nguyên soái bá tước (khoảng 1425 - 22 tháng 8 năm 1485), là quý tộc và chiến binh Anh, Ông là công tước Norfolk đầu tiên của nhà Howard. Ông là cận thần và người ủng hộ trung thành của quốc vương Richard III của Anh, cùng tử trận với vua trong trận Boswoth.

## Gia thế
John Howard là con của Robert Howard of Tendring (1385–1436) và Margaret de Mowbray (1388–1459), con gái cả của Thomas de Mowbray, Đệ nhất công tước Norfolk (trong lần phòng tước đầu tiên) (1366–1399), và Elizabeth FitzAlan (1366–1425). Ông bà về đằng nội của John Howard là John Howard of Wiggenhall, Norfolk, và Alice Tendring, con gái của William Tendring. Howard là người nối dõi về cả hai đằng nội ngoại của vương thất Anh. Về phía cha ông, Howard là người nối dõi từ Richard, Bá tước thứ nhất của Cornwall, con thứ hai của vua John, người đã có một người con vô thừa nhận tên là Richard (chết năm 1296, con gái ông này là Joan Corwall đã cưới Sir John Howard. Về phía mẹ, Howard thừa kế từ Thomas xứ Brotherton, Đệ nhất bá tước Norfolk, con lớn của Edward đệ nhất, vua nước Anh với người vợ hai, Margaret nước Pháp. đồng thời kế thừa từ người em của Edward đệ nhất, Edmund Crouchback.

## Sự nghiệp
Howard kế vị cha ông vào năm 1436. Thời niên thiếu, ông là người của gia đình John Mowbray, Công tước xứ Norfolk (ông này chết năm 1461) sau đó bị lôi kéo vào cuộc tranh chấp xứ Norfolk với William de la Poe, Công tước xứ Suffolk. Năm 1453, ông lao vào kiện tụng với vợ của Suffolk, bà Alice Chaucher. Trong những năm 1450, ông đã điều khiển được một số quan chức địa phương và được bầu vào Nghị viện năm 1449. Theo sử gia Crowford, ông được miêu tả là người "bướng như bò hoang". Người ta nói ông đã theo lãnh chúa Lesli chinh phục Guyene và cuộc chinh phục này kết thúc sau chiến bại ngày 17 tháng 7 năm 1453 tại Castillon. Ông nhận được nhiệm vụ chính thức từ nhà vua vào 10 tháng 12 năm 1455 và nhiệm vụ này cũng được sử dụng để thúc đẩy tình thân với bố vợ ông, Lãnh chúa Moleyn.
Ông đã gắn bó với gia tộc York trong cuộc chiến tranh Hoa hồng và được vua Edward phong hiệp sĩ trong trận Townton ngày 29 tháng 3 năm 1461, cũng trong năm này ông được phong Pháp quan của lâu đài Norwich và Colchester, trở thanh một thành viên của hoàng gia và bắt đầu phục vụ gia tộc York đến cuối cuộc đời.

## Hôn nhân và con cái
Trước này 29 tháng 12 năm 1443, Howard lấy Katerine Moleyn (? - 3 tháng 11 năm 1465), con gái của Sir William Moleyn và bà Margery Whalesborough.
Howard và Katerine có hai con trai và bốn con gái:
Thomas Howard, Công tước Norfolk đệ nhị, Bá tước của Surrey (1443 - 1524). Ông này kết hôn lần đầu ngày 30 tháng 4 năm 1472 với Elisabeth Tilney (là chồng kế) và có với nhau mười con, trong đó có Thomas Howard, Công tước Norfolk đệ tam và Elisabeth Howard, người sau này lấy Sir Thomas Boleyn, Bá tước Wiltshire đệ nhất.

## Cái chết
John Howard bị chết trận trong trận đánh ở cánh đồng Bothworth ngày 22 tháng 8 năm 1485 bên cạnh người bạn và chúa tể của ông, Vua Richard III. Trong trận này, Howard là chỉ huy quân tiên phong, với sự phụ tá của con trai ông, Bá tước Surrey.